# Denise Karbon
Denise Karbon, italijanska alpska smučarka, * 6. avgust 1980, Bressanone.
Nastopila je na štirih olimpijskih igrah. Na svetovnih prvenstvih je osvojila srebrno medaljo leta 2003 in bronasto leta 2007, obe v veleslalomu. V svetovnem pokalu je tekmovala sedemnajst sezon med letoma 1998 in 2014 ter dosegla šest zmag in še deset uvrstitev na stopničke. V skupnem seštevku svetovnega pokala se je najvišje uvrstila na deseto mesto leta 2008, ko je tudi osvojila veleslalomski mali kristalni globus.